# Коли, Фердинан
Фердина́н Алекса́ндр Коли́ (фр. Ferdinand Alexandre Coly; 10 сентября 1973, Дакар) — сенегальский футболист. Играл на позиции защитника. Играл за французские клубы «Пуатье», «Шатору», «Ланс», английский «Бирмингем Сити» и итальянские команды «Перуджа» и «Парма».

## Карьера
Родители Фердинана были родом из города Бигнона. Отец Квентин служил миротворцем и умер, когда мальчику было 7 лет, мать Роза Баджи тяжело заболела. Фердинана и его брата Жана-Себастьяна усыновили Бернар и Ирена Понсе. После успешного выступления на Чемпионате мира 2002 года Коли был отдан в аренду из французского «Ланса» в английский «Бирмингем Сити», однако в составе нового клуба Коли появился на поле лишь однажды, в матче с лондонским «Арсеналом». В сезоне 2003/04 Коли выступал за «Перуджу» в итальянской Серии А, сыграв всего 11 матчей.

## Международная карьера
Коли попал в состав сборной Сенегала на Чемпионате мира 2002 года. Из 5-и матчей Сенегала на турнире Коли появлялся в стартовом составе команды во всех пяти: в играх группового турнира против сборных Франции, Дании, Уругвая, во встречах 1/8 финала со Швецией и 1/4 финала с Турцией. В матче с Уругваем Коли на 39-й минуте получил карточку и был заменён на 63-й на защитника Хабиба Бея, в игре со шведами он также удостоился жёлтой карточки на 73-й минуте.

## После завершения карьеры
Завершив карьеру футболиста, Коли проработал три года менеджером сборной Сенегала, после чего занялся сельским хозяйством.